# Robert Boyd (anthropologue)
Pour les articles homonymes, voir Robert Boyd et Boyd.
Robert Boyd, né le 11 février 1948 à San Francisco, est un anthropologue américain. Il enseigne à la School of Human Evolution and Social Change (SHESC) à l'université d'État de l'Arizona. Ses thèmes de recherche comprennent la psychologie évolutionniste. Avec son épouse, la primatologue Joan B. Silk, il a écrit L'Aventure humaine.

## Biographie
Robert Boyd est né à San Francisco. Il étudie la physique à l'université de Californie à San Diego (B. A., 1970). En 1975, il obtient un Ph.D. en écologie à l'université de Californie à Davis. De 1980 à 1984, il est professeur adjoint du département de foresterie et sciences de l'environnement à l'université Duke. Par la suite, il enseigne deux ans au département d'anthropologie à l'université Emory. De 1988 à 2012, Boyd est membre du corps professoral du département d'anthropologie de l'université de Californie à Los Angeles. Il est actuellement professeur à la School of Human Evolution and Social Change (en) à l'université d'État de l'Arizona.